# Die Sphinx (Poe)
Die Sphinx ist eine Erzählung von Edgar Allan Poe, veröffentlicht im Januar 1846.

## Inhaltsangabe
Die Geschichte spielt zur Zeit der Cholera-Epidemie in New York. Der Protagonist folgt einer Einladung eines Verwandten zu dessen Landhaus am Ufer des Hudson River, um dort zwei Wochen zu verweilen. Jeden Tag versterben Freunde der beiden, was diesen per Post mitgeteilt wird. Der Protagonist ist äußerst abergläubisch und wird misstrauisch, nachdem er ein paar Bücher in der Bibliothek seines Freundes gelesen hat. Dann passiert etwas Unheimliches: Er sieht ein Ungeheuer, das ihn sehr an einen Elefanten mit Flügeln erinnert. Das Ungeheuer ist sehr groß und hat einen Totenkopf auf seiner Brust, der sich vom restlichen Körper abhebt. Als er dies einem Freund erzählt, sieht er das Ungeheuer erneut und will es seinem Freund zeigen, dieser meint aber, nichts zu sehen. Daraus folgert er, ein Zeichen des Todes oder seiner Verrücktheit gesehen zu haben. Er liest in einem Buch eine konkrete Beschreibung des Wesens und sieht es daraufhin erneut. Er erkennt jetzt, dass es sich um eine optische Täuschung handelt, eigentlich nur einen Schmetterling am Fenster, der sich direkt vor dem Gesicht des Protagonisten befand. Durch diese Nähe erschien das Tier so unheimlich groß.

## Charaktere
Die Charaktere werden nicht namentlich genannt. Der Protagonist gesteht einen gewissen Hang zum Aberglauben ein. Sein Verwandter ist im Gegensatz dazu ruhig, abgeklärt und scharfsinnig, Aberglaube ist ihm völlig fremd.

## Zeit und Ort
New York im Sommer 1832: Die Cholera wütet, sie kostet insgesamt ca. 3000 Menschen das Leben. Auch Freunde und Verwandte von Edgar Allan Poe starben an der Seuche.